# Polien
Polien (starogrško Πoλύαινoς, latinizirano: Polyainos, dob. 'zelo hvaljen') je bil grški pisec iz 2. stoletja n. št., najbolj znan po svojih Vojnih strategijah (Στρατηγήματα, Strategemata), ki so se ohranile. Rojen je bil v Bitiniji v Anatoliji, morda v Nikeji, v družini makedonskega porekla. Obsežna bizantinska enciklopedija Suda ga omenja kot govornika, sam zase pa pravi, da je bil navajen zagovarjati zadeve pred rimskim cesarjem. Polien je svoje Vojne strategije okoli leta 163 posvetil rimskima cesarjema Marku Avreliju (vl. 161–180) in Luciju Veru (vl. 161–169), medtem ko sta bila vpletena v rimsko-partsko vojno 161–166. Sam je bil takrat že prestar, da bi ju lahko spremljal v njunih akcijah.

## Dela

### Ohranjeno delo
Strategija (latinsko Strategemata) je sestavljena iz osmih knjig in vsebuje približno 900 gesel znanih mitoloških in zgodovinskih osebnosti z njihovimi zgodbami, razvrščenimi kronološko in po državah, iz katere prihajajo. Delo je napisano v jasnem, preprostem slogu, čeprav s pridihom retorike tistega časa. Vsebuje veliko anekdot iz življenja slavnih ljudi in ne predstavlja izključno zgodovinskih dejstev, temveč so vanjo vpletene tudi številne zgodbe, zato ima to delo za zgodovinarje vsekakor veliko vrednost. Delo pogosto ni kronološko natančno, avtor pa včasih malomarno zamenjuje imena. Delo ima kljub temu nekakšno strukturo. 
- Prva knjiga (poglavja 1–26): Od najstarejših časov do 6. stoletja pr. n. št.
- Prva knjiga (poglavja 27–49): 5. stoletje pr. n. št.
- Druga knjiga: Šparta in Tebe
- Tretja knjiga: Atene do 4. stoletja pr. n. št.
- Četrta knjiga: Makedonci
- Peta knjiga (poglavja 1–15): Sicilijanci
- Peta knjiga (poglavja 16–48): Admirali, vojskovodje in drugi
- Šesta knjiga: Drugi Grki in Kartažani
- Sedma knjiga: Perzijci in drugi barbari
- Osma knjiga (poglavja 1–25): Rimljani
- Sedma knjiga (poglavja 26–71): Ženske

### Izgubljena dela
- O Tebah (latinsko De Thebis, starogrško Περὶ Θηβῶν)[4]
- Taktika v treh knjigah (latinsko Tactica, starogrško Τακτικά)[4]
- Makedonska družba (latinsko  De commune Macedonum, starogrško Ύπερ τoῦ κoίνoυ τῶν Mακεδόνων)[5]
- Sinedrij (latinsko De synedrio, starogrško Ύπερ τoῦ Συνεδρίoυ)[6]

## Vira
- François Charles Liskenne, Bibliothèque historique et militaire
- Maria Schettino, Introduzione a Polieno  Arhivirano 2014-05-11 na Wayback Machine.